# Strage di Circhina
La strage di Circhina è stato un crimine compiuto dai soldati nazisti del battaglione dei cacciatori di montagna di riserva, detto battaglione Heine, avvenuto nel corso della mattina del 27 gennaio 1944 a Circhina, piccolo insediamento ad oggi parte della Slovenia, al tempo dei fatti territorio libero partigiano.

## Il contesto storico
In seguito al proclama Badoglio dell'8 settembre 1943 le truppe naziste invasero rapidamente gran parte dell’Italia istituendo la Repubblica Sociale Italiana. L’area nord-orientale dell’Italia, considerata come una zona particolarmente turbolenta e significativa nello scacchiere europeo della Seconda guerra mondiale, venne sottoposta direttamente all’amministrazione militare tedesca. Nacque così la Zona d'operazioni del Litorale adriatico (nota anche come OZAK, acronimo di Operationszone Adriatisches Küstenland) comprendente le province di Udine, Gorizia, Trieste, Pola, Fiume e Lubiana. Alcune aree circoscritte riuscirono in un primo momento a resistere all'avanzata nazista, finendo però per capitolare in un breve lasso di tempo; al contrario il territorio di Circhina riuscì a resistere sino al termine del conflitto. Lo status di territorio libero sottrattosi al giogo dell'OZAK rese il piccolo insediamento una delle capitali della Resistenza partigiana slovena. In poco tempo confluirono un gran numero di partigiani e varie brigate con i relativi comandi. L’importanza attribuita a quest’isola libera partigiana fu tale da posizionare in paese anche l’importantissima scuola per formare i futuri sottufficiali dell’Esercito di liberazione jugoslavo (NOVJ), vide la luce poi il Partizanska bolnica Franja, uno dei più celebri ospedali partigiani che grazie alla sua posizione incastonata fra delle formazioni rocciose, non venne mai individuato dai tedeschi, qui vennero curati anche numerosi soldati degli Alleati. Venne stabilita nell'area anche la sede del IX Korpus, una grande unità facente parte dell’Esercito popolare di liberazione della Jugoslavia, ovvero la resistenza armata titina. Tali brigate ingaggiarono una continua guerriglia contro i tedeschi intenzionati ad omogeneizzare la zona del confine orientale. Si susseguirono da ambo i lati attacchi rapidi e violenti, che causarono molte perdite umane e logistiche ad entrambi gli schieramenti.

## Antefatto
Nel periodo della strage il battaglione Heine si trovava di stanza presso la cittadina di Idria, situata a pochi chilometri da Circhina, ma compresa nel territorio dell’OZAK. La compagine militare aveva il compito di difendere una miniera di mercurio locale dalle incursioni dei partigiani che intendevano prenderne il possesso. Il giacimento, oltre ad essere l’unico sotto il controllo tedesco, era di grande importanza in quanto da solo bastava a soddisfare quasi l’intero fabbisogno del Terzo Reich di tale metallo. Dato l’infittirsi degli attacchi partigiani, i nazisti organizzarono l’Operazione Stella Alpina, consistente in alcuni interventi mirati, finalizzati ad indebolire il nemico, fra i quali il raid a Circhina. L’obiettivo dell’attacco erano gli allievi del corso sottufficiali dell’Esercito di liberazione jugoslavo.

## La strage nazista
Il 27 gennaio 1944, mezz’ora dopo la mezzanotte, il battaglione nazista partì da Idrija dirigendosi verso Circhina. Quella notte oltre al capitano Heine erano presenti 138 soldati semplici e 11 sottufficiali. La marcia notturna intrapresa durò molte ore e si svolse perlopiù lungo sentieri ed alture, pertanto l’unità viaggiò molto leggera, trasportando solo l’equipaggiamento indispensabile. La facilità con la quale centocinquanta persone riuscirono a districarsi fra i boschi, giungendo a Circhina senza quasi essere notate dagli organi di allerta organizzati dal comando partigiano locale, può essere spiegata grazie all'ipotesi che i nazisti si avvalsero di guide locali e soprattutto che fra i partigiani vi furono dei traditori che trasmisero loro quante più informazioni possibili. Ad ogni modo, una volta giunti a Circhina, nelle prime ore della mattina, i militari della Wehrmacht si mossero con consapevolezza del territorio e della posizione delle vittime designate.
L’attacco ebbe inizio poco dopo le ore otto, quando i corsisti si trovavano perlopiù nei pressi degli alloggi, svegli da poco tempo e disarmati. I nazisti circondarono il paese e, una volta sistemate le mitragliatrici sulle alture circostanti, diedero il via all'agguato. Per quanto generalmente a Circhina le esercitazioni dei corsisti con le armi non avessero mai luogo nelle prime ore della mattina, in un primo momento i paesani e i partigiani attribuirono gli spari che si iniziarono ad udire ad un possibile cambio di programma. Quando si resero conto di essere sotto attacco ormai era troppo tardi: l’unità del battaglione Heine aveva accerchiato il paese e stretto in una morsa una parte dei corsisti costringendoli a tentare la fuga verso una delle colline che contornano l’abitato, nota come Brdce. Una volta radunati i bersagli in un punto esposto, fu per loro più semplice raggiungerli con i colpi di mitragliatrice e di fucile. I tedeschi si trattennero a Circhina il tempo di saccheggiare quante più case possibili e di cercare eventuali partigiani nascosti, infine si ritirarono rapidamente scomparendo nel bosco. Le vittime furono quarantasette, alle quali vanno sommati i feriti gravi come il comandante della scuola Dušan Furlan che passò il resto della sua vita irrimediabilmente paralizzato. Nonostante la tragedia, i corsi non furono sospesi e poco tempo dopo gli allievi superstiti sostennero gli esami diplomandosi e diventando così sottufficiali.
Il rapporto compilato dal comandante Heine relativamente al 27 gennaio riporta i seguenti dati: 122 partigiani caduti, 50 feriti e 5 prigionieri. Una vittima tedesca ed un ferito leggero. Un bottino di 4 cavalli da tiro, 2 muli e 2 mezzi di trasporto. Le stime riguardanti i partigiani colpiti tuttavia sono più che raddoppiate.

## La rappresaglia partigiana
All'indomani della strage nazista, i vertici partigiani presenti nel territorio libero di Circhina, ovvero il distaccamento locale del VOS (Varnostno obveščevalna službaservizio - servizio informazioni della difesa) si riunirono per reagire subito all'attacco. Giunsero alla conclusione che fra i paesani vi dovessero essere dei traditori che avevano provveduto a passare informazioni ai nazisti e decisero di vendicare l’accaduto individuandoli e giustiziandoli. Le vittime della rappresaglia vennero designate e rastrellate senza alcun processo, come invece avrebbe previsto il sistema partigiano, né adducendo prove evidenti, basandosi unicamente sulla presunta colpevolezza decretata dal VOS. I quindici presunti colpevoli vennero quindi condotti presso la vicina collina di Lajše, fucilati e gettati in una cavità carsica. Uno di questi, Josip Bavcon, nonostante il colpo di fucile ricevuto riuscì a sopravvivere e a fuggire risalendo dalla foiba accatastando i corpi degli altri giustiziati e riuscendo a nascondersi a Gorizia fino al termine della guerra. Una volta rientrato a Circhina subì minacce e pesanti vessazioni per il resto della vita affinché non rivelasse nulla di quanto visto in quanto la sua testimonianza avrebbe potuto mettere in cattiva luce l’operato dei partigiani locali. Il caso giunse persino all'attenzione di Edvard Kardelj, braccio destro di Tito. Fra i quindici fucilati, figura anche Lado Piščanc, presbitero e poeta sloveno piuttosto noto a livello locale.
Le vittime sono:
- Piščanec Lado, o Pisacane Ladislao, cappellano, da Barcola / Barkovlje, frazione di Trieste, presunto sostenitore della Bela Garda.
- Sluga Josip, cappellano, da Visoko pri Kranj, località sopra Lubiana.
- Bevk Filip, agricoltore, da Circhina, parente del teologo Stanko Bevk, propagandista sin dal 1942 per la Bela Garda.
- Paa Pavla, maestra elementare, da Dolenja Otlic / Ottelza di Sotto, frazione del comune di Aidussina.
- Sedej Pavla, sarta, da Circhina, parente del vescovo Francesco Borgia Sedej (1854-1931).
- Mlakar Anton, agricoltore, da Lazec, presso Circhina.
- Ambrožič Janez, muratore e contadino, da Otalež, presso Circhina.
- Bogataj Rudolf, calzolaio, da Lasna Valfredda / Gornje Lazne, oggi vicino a Nova Gorica (Slovenia).
- Zorzut Carlina, governante, da Quisca / Kojsko, presso San Floriano del Collio, provincia di Gorizia (commerciante, secondo G. Scotti).
- Ržen Angela, sarta, da Circhina.
- Mezek Katerina, detta Kati, contadina, da Circhina, parente del vescovo Sedej. Secondo G. Scotti, invece, è una commerciante. Il suo nome è scritto con la calligrafia ben riconoscibile di un altro commerciante di Circhina, un comunista, noto fascista negli anni ’40, che vuole disfarsi della concorrenza nel territorio, secondo G. Scotti.
- Purgar Malka, domestica, da Zakriž, presso Circhina.
- Rojc Franc, commerciante, da Circhina. È uno dei primi a partire partigiano da Circhina, dopo la capitolazione degli italiani. Poi torna a casa zoppicando, dicendo di essere ammalato e di non voler più combattere; sua moglie, oriunda di Caporetto fin dall’inizio avversa il Fronte di Liberazione dei partigiani (Pamphlet Scotti, pag. 33).
- Kavčič Albert, macellaio e conciatore di pelle, da Circhina. Macellaio, ma anche commerciante, accusato di aver ottenuto un contratto per fornire di carne un presidio militare italiano, secondo G. Scotti, pag. 33.
- Baucon Giuseppe, autista, da Gradisca d’Isonzo, vicino a Gorizia (commerciante e locandiere, secondo G. Scotti e i suoi familiari). Unico sopravvissuto.

L’innocenza delle vittime della rappresaglia è stata poi attestata molti anni dopo grazie al lavoro dello storico locale Boris Mlakar, autore del libro Tragedija v Cerknem pozimi 1944 dove ricostruisce i fatti giungendo alla conclusione che le autorità del VOS abbiano agito selezionando quindici innocenti da mandare al patibolo senza processo per coprire la propria negligenza, in quanto, nonostante fosse loro compito difendere il territorio libero di Circhina, non riuscirono ad impedire l’attacco nazista. Ad oggi la posizione dei quindici giustiziati, a lungo ritenuti dei traditori, è stata del tutto riabilitata, lo stesso non si può dire però della memoria in quanto presso la località Brdci, nei dintorni di Circhina, è ancora presente un vecchio cippo commemorativo dove i fucilati vengono ancora presentati come traditori.